# Bridge-Pass
Der Bridge-Pass ist ein hoher Gebirgspass in der antarktischen Ross Dependency. Er liegt zwischen der Surveyors Range und der Nash Range im Transantarktischen Gebirge an den oberen Abschnitten des Dickey- und des Algie-Gletschers. Der Pass ermöglicht den Zugang von der Nimrod-Gletscherregion zur Beaumont Bay.
Teilnehmern einer von 1960 bis 1961 dauernden Kampagne im Rahmen der New Zealand Geological Survey Antarctic Expedition benannten ihn nach Captain Lawrence Drake Bridge († 1973) von den Royal New Zealand Engineers, Leiter der Scott Base von November 1960 bis Februar 1961.